# 安德烈斯·馬克索
安德烈斯·馬克索（丹麥語：Andreas Maxsø，1994年3月18日—）是丹麥的一位足球運動員。他現在效力於丹麥足球超級聯賽球隊邦比，在場上的位置是中後衛及右後衛。他在2012年首次代表北西蘭出場丹麥足球超級聯賽。他也代表丹麥U21國家隊參賽並參加了2017年歐洲U21足球錦標賽。

## 外部連結
- （丹麦文） Andreas Maxsø on FCN.dk
- （丹麦文） Andreas Maxsø （页面存档备份，存于） on Soccerway
- （丹麦文） Andreas Maxsø （页面存档备份，存于） on DBU